# Федянина, Валентина Александровна
Валентина Александровна Федянина — советский хозяйственный и государственный деятель, лауреат Государственной премии СССР за выдающиеся достижения в труде.

## Биография
Родилась в 1940 году в селе Покассы в крестьянской семье. Член КПСС.
В 1959—1988 годах — рабочая ремонтно-строительного цеха, теллурщица, бригадир теллурщиков шламового цеха Пышминского медеэлектролитного завода Министерства цветной металлургии СССР.
В 1988—2002 годах — подсобная рабочая шламового / химико-металлургического цеха АО «Уралэлектромедь».
Бригада Федяниной внесла решающий вклад в освоение новой обжигово-селенидной схемы, в результате чего шламовый цех завода полностью исключил сбросы токсичных элементов в водоём, а также уменьшил выбросы в атмосферу.
За большой личный вклад в дело улучшения использования металлургического оборудования была в составе коллектива удостоена Государственной премии СССР за выдающиеся достижения в труде 1982 года.
Депутат Верховного Совета РСФСР 9-го созыва.
Живёт в Верхней Пышме.

## Награды
- Орден Трудового Красного Знамени